# Cicănești
Cicănești je rumunská obec v župě Argeș. V roce 2011 zde žilo 2 107 obyvatel. Obec se skládá ze čtyř částí.

## Části obce
- Cicănești – 506 obyvatel
- Bărăști – 955
- Mioarele - 190
- Urechești – 456